# Catarata María Jiray
María Jiray es una cascada artificial en los Andes peruanos.

## Ubicación geográfica
El salto de agua está a 3400 m s. n. m. próximo al C.P. Acopalca del distrito de Huari de la provincia homónima en el departamento peruano de Áncash. Tiene una altura aproximada de 300 m y es el subproducto de un acueducto para una central hidroeléctrica cercana, ya que el agua en exceso es desviada al arroyo donde se encuentra la cascada. Es un atractivo local para los excursionistas, junto con remanentes de bosques andinos.